# Minuartia afghanica
Minuartia afghanica är en nejlikväxtart som beskrevs av K. H. Rechinger. Minuartia afghanica ingår i släktet nörlar, och familjen nejlikväxter. Inga underarter finns listade i Catalogue of Life.